# Zaritchtchia (Raïon de Nadvirna)
 (mars 2023).
Zaritchtchia (en ukrainien : Зарі́ччя) est un village situé dans le raïon de Nadvirna, lui même situé dans l’oblast d'Ivano-Frankivsk, en Ukraine.

## Histoire

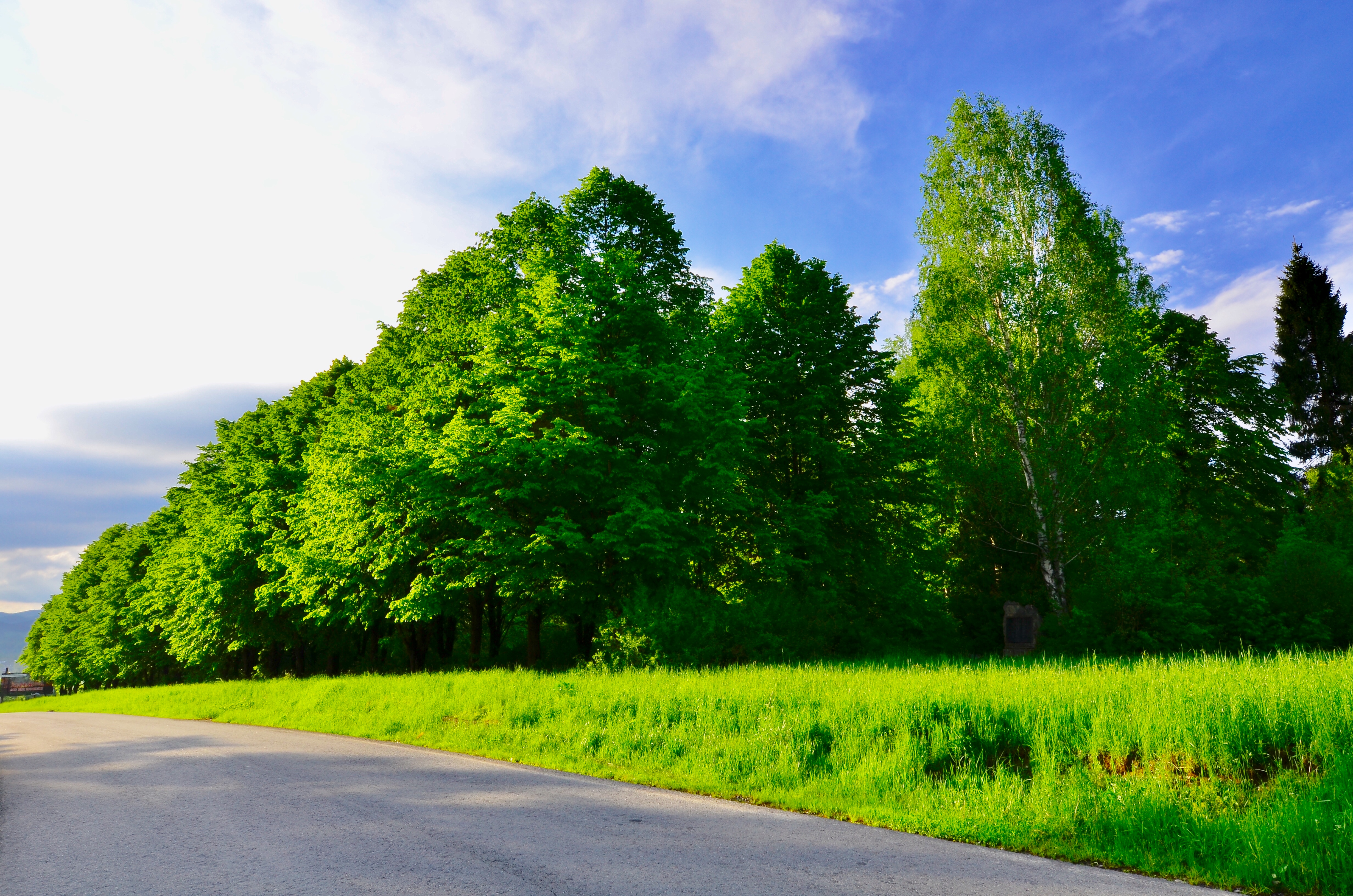
Parc de la gloire partisane à Zaritchtchia.

Des sépultures de l'âge du bronze ont été découvertes sur le territoire du village. La colonie a été mentionnée pour la première fois le 4 mars 1463 dans les livres de la cour galicienne. Par la suite, il est mentionné dans des sources historiques de la seconde moitié du XVIIIe siècle.
Comme tous les autres villages de la région historique et géographique de Pokuttia, le village a fait l'objet de raids tatars. En 1645-1650, les colonies environnantes de Deliatyne ont été touchées par la guerre entre les frères Belzecki.

## Démographie
Au 1er janvier 1939, 3 920 habitants vivaient à Zaritchtchia, dont 3 790 Ukrainiens gréco-catholiques, 80 Polonais et 50 Juifs. Selon le recensement de 2001, la population de Zaritchtchia était de 3 997 personnes.
En 2022, peu avant l’Invasion de l'Ukraine par la Russie, le village comptait 3 841 habitants.